# Elodes hausmanni
Elodes hausmanni là một loài bọ cánh cứng trong họ Scirtidae. Loài này được Gredler miêu tả khoa học năm 1857.